# Flicky
Flicky est un jeu vidéo de plates-formes sorti en 1984 sur le système d'arcade System 1, puis converti sur SG-1000, MSX et Mega Drive. La version Mega Drive japonaise a quant à elle été distribuée uniquement via le Sega Meganet, le modem de la console, le 26 décembre 1990. Le jeu a été développé et édité par Sega. Il est présent dans de nombreuses compilations de jeux.

## Système de jeu
Le joueur contrôle Flicky, un oiseau qui doit sauver les Chirps (Piopio au Japon).
Le joueur doit collecter tous les Chirps et les guider vers la sortie. Il doit éviter le chat, le tigre Tiger (Nyannan) et l'iguane Iggy (Choro). Ils peuvent être tués en leur lançant des objets. Les Chirps trouvés suivent le joueur à la queue-leu-leu et si les ennemis les touchent, ils se sauvent et Flicky doit tenter de les récupérer. En les amenant tous en une fois vers la sortie, le score est bien plus important que s'ils sont amenés un à un.
Le joueur démarre avec deux vies et peut en gagner en obtenant un certain score, avec un maximum de cinq vies.

## Niveaux
Le jeu comporte 48 niveaux ("rounds"). À la fin des 48 niveaux, un message de félicitation apparait, suivi d'une possibilité de continuer le jeu à une vitesse plus élevée. Ces niveaux reprennent les niveaux 1 à 48 et sont numérotés de 49 à 96. Iggy apparait systématiquement. Certains objets utilisables comme projectiles sont remplacés par d'autres. Une fois le jeu fini une seconde fois, le jeu recommence à nouveau, mais reste à la même vitesse. Le jeu continue jusqu'à ce que le joueur perde toutes ses vies.

## Les Flickies dansSonic the Hedgehog
Les oiseaux Flicky dans les jeux de la série Sonic the Hedgehog proviennent du jeu Flicky. Dans le premier épisode de la série Sonic the Hedgehog, ils sont enfermés dans une capsule. Le but de chaque niveau est de battre le Docteur Robotnik pour accéder à la capsule et ainsi pouvoir libérer les Flickies.
Cette référence est encore plus claire dans Sonic 3D: Flickies' Island, où l'objectif est de rassembler tous les oiseaux pour les guider vers la sortie. D'autres mécanismes sont également similaires, comme de perdre des Flickies lorsqu'un ennemi touche le joueur. Le système de points suit également le même principe.
Dans Tails Adventure l'île que Tails traverse semble être habitée par les Flickies. De même dans Sonic and Knuckles lors de la transformation en super Tails, quatre Flickies l'entourent, et attaquent tous les ennemis approchant du joueur, y compris les boss.

## Versions
- 1984 : Arcade, SG-1000
- 1986 : MSX (développeur : Micronet co., Ltd. ; éditeur : Sega)
- 1991 : Mega Drive (développeur : Sega ; éditeur : Sega)
- 1994 : Mega-CD (compilation Game no Kanzume Vol. 1)
- 1995 : Mega Drive (compilation Game no Kanzume: Otokuyō)
- 1997 : Sega Saturn (compilation Sega Ages Vol. 7 :  Sega Ages - Memorial Selection Vol.1)
- 2003 : GameCube (compilation Sonic Mega Compilation)
- 2006 : PlayStation 2 et PSP (compilation Sega Mega Drive Collection)
- 2009 : Xbox 360 et PlayStation 3 (compliation Sonic's Ultimate Genesis Collection)